# إلسون بيسيرا
إلسون بيسيرا (بالإسبانية: Elson Becerra) (26 أبريل 1978 في كولومبيا - 8 يناير 2006 في كولومبيا) هو لاعب كرة قدم كولومبي في مركز جناح ‏. شارك مع منتخب كولومبيا لكرة القدم. أما مع النوادي، فقد لعب مع أتلتيكو جونيور وأمريكا دي كالي ونادي الجزيرة وديبورتيس توليما.

## وصلات خارجية
- إلسون بيسيرا على موقع الاتحاد الدولي (مؤرشف)  (الإنجليزية)
- إلسون بيسيرا على موقع قاعدة بيانات كرة القدم.إي يو (الإنجليزية)
- إلسون بيسيرا على موقع ناشيونال فوتبول تيمز (الإنجليزية)
- إلسون بيسيرا على موقع Soccerway.com (الإنجليزية)
- إلسون بيسيرا على موقع عالم كرة القدم.نت (الإنجليزية)